# Hassan Hakmoun
Hassan Hakmoun (* 1963 Marrákeš) je marocký hudebník hrající styl gnawa; hraje hlavně na strunný nástroj sintir. Svou kariéru zahájil ve čtrnácti letech a v polovině osmdesátých let se přestěhoval do Spojených států amerických. Na jeho debutovém albu Fire Within hráli například Don Cherry a Adam Rudolph. V roce 1992 vystupoval na festivalu WOMAD pořádaném britským hudebníkem Peterem Gabrielem.